# Feuilles mortes (film)
Pour les articles homonymes, voir Feuille morte (homonymie).
Feuilles mortes est un film québécois réalisé par Thierry Bouffard, Carnior et Edouard Tremblay et sorti en 2016.

## Synopsis
Le film imagine un Québec totalement dévasté par une énorme crise économique. Les banques et le gouvernement se sont effondrés. Trois personnages, Léon, Marianne, et Bob, tentent de survivre comme ils peuvent.

## Fiche technique
- Titre anglais : Dead Leaves
- Réalisation : Thierry Bouffard, Carnior, Edouard Tremblay
- Scénario : Thierry Bouffard, Carnior, Edouard Tremblay
- Photographie : François Gamache
- Musique : Mathieu Campagna
- Montage : Jason Arbour
- Durée : 103 minutes[3]
- Date de sortie : 29 juillet 2016 ( Canada - Festival Fantasia)

## Distribution
- Roy Dupuis : Bob
- Noémie O'Farrell : Marianne
- Philippe Racine : Léon
- Mélody Minville : Camille
- Marie-Ginette Guay : Lucie
- Hugo Girard
- Jacques Laroche : Frank
- Jean-Michel Girouard : Dany

## Distinctions
- 2016 : Meilleur film au Fantasia Film Festival[4]
- 2016 : Spectacular Optical's Barry Convex Award[5]
- 2017 : Nommé pour le meilleur film, meilleur acteur, meilleure actrice au FilmQuest